# Campionati europei di atletica leggera 2018 - Maratona femminile
La maratona femminile ai campionati europei di atletica leggera 2018 si è svolta il 12 agosto 2018.

## Podio
| Oro     | Volha Mazuronak Bielorussia     |
| Argento | Clémence Calvin Francia         |
| Bronzo  | Eva Vrabcová-Nývltová Rep. Ceca |

## Record
Prima di questa competizione, il record del mondo (RM), il record europeo (EU) ed il record dei campionati (RC) erano i seguenti:
| Record                | Prestazione | Atleta                      | Data                               | Competizione       |
| --------------------- | ----------- | --------------------------- | ---------------------------------- | ------------------ |
| Record mondiale       | 2h15'25     | Paula Radcliffe Regno Unito | 13 aprile 2003 Londra, Regno Unito | Maratona di Londra |
| Record europeo        | 2h15'25     | Paula Radcliffe Regno Unito | 13 aprile 2003 Londra, Regno Unito | Maratona di Londra |
| Record dei campionati | 2h25'14     | Christelle Daunay Francia   | 16 agosto 2014 Zurigo, Svizzera    | Europei 2014       |

## Risultati
Quarantasei atlete hanno finito la gara.
| Pos. | Nome                   | Nazionalità   | Tempo   | Note                                     |
| ---- | ---------------------- | ------------- | ------- | ---------------------------------------- |
|      | Volha Mazuronak        | Bielorussia   | 2h26'22 |                                          |
|      | Clémence Calvin        | Francia       | 2h26'28 |                                          |
|      | Eva Vrabcová-Nývltová  | Rep. Ceca     | 2h26'31 | Record nazionale                         |
| 4    | Maryna Damanzevitsch   | Bielorussia   | 2h27'44 | Miglior prestazione personale            |
| 5    | Nastassja Ivanova      | Bielorussia   | 2h27'49 | Miglior prestazione personale stagionale |
| 6    | Sara Dossena           | Italia        | 2h27'53 | Miglior prestazione personale            |
| 7    | Martina Strähl         | Svizzera      | 2h28'07 | Miglior prestazione personale            |
| 8    | Catherine Bertone      | Italia        | 2h30'06 |                                          |
| 9    | Trihas Gebre           | Spagna        | 2h32'13 |                                          |
| 10   | Izabela Trzaskalska    | Polonia       | 2h33'43 |                                          |
| 11   | Fabienne Amrhein       | Germania      | 2h33'44 | Miglior prestazione personale            |
| 12   | Nina Savina            | Bielorussia   | 2h33'50 |                                          |
| 13   | María Azucena Díaz     | Spagna        | 2h34'00 |                                          |
| 14   | Fatna Maraoui          | Italia        | 2h34'48 |                                          |
| 15   | Tracy Barlow           | Gran Bretagna | 2h35'00 |                                          |
| 16   | Katharina Heinig       | Germania      | 2h35'00 |                                          |
| 17   | Mikaela Larsson        | Svezia        | 2h35'06 | Miglior prestazione personale            |
| 18   | Ruth van der Meijden   | Paesi Bassi   | 2h35'44 |                                          |
| 19   | Olha Kotovska          | Ucraina       | 2h35'56 |                                          |
| 20   | Bojana Bjeljac         | Croazia       | 2h37'31 | Miglior prestazione personale            |
| 21   | Sonia Samuels          | Gran Bretagna | 2h37'36 |                                          |
| 22   | Hanna Lindholm         | Svezia        | 2h37'44 |                                          |
| 23   | Elena Loyo             | Spagna        | 2h37'54 |                                          |
| 24   | Marta Galimany         | Spagna        | 2h38'25 |                                          |
| 25   | Darya Mykhaylova       | Ucraina       | 2h38'30 | Miglior prestazione personale stagionale |
| 26   | Gloria Privilétzio     | Grecia        | 2h38'39 | Miglior prestazione personale            |
| 27   | Milda Eimonte          | Lituania      | 2h38'58 |                                          |
| 28   | Laura Hrebec           | Svizzera      | 2h39'03 | Miglior prestazione personale            |
| 29   | Lizzie Lee             | Irlanda       | 2h40'12 |                                          |
| 30   | Caryl Jones            | Gran Bretagna | 2h40'41 | Miglior prestazione personale stagionale |
| 31   | Breege Connolly        | Irlanda       | 2h41'53 |                                          |
| 32   | Malin Starfelt         | Svezia        | 2h42'32 |                                          |
| 33   | Gladys Ganiel O'Neill  | Irlanda       | 2h42'42 |                                          |
| 34   | Nikolina Sustic        | Croazia       | 2h42'44 | Miglior prestazione personale            |
| 35   | Tubay Erdal            | Turchia       | 2h43'10 |                                          |
| 36   | Ourania Rebouli        | Grecia        | 2h44'32 |                                          |
| 37   | Ümmü Kiraz             | Turchia       | 2h45'28 |                                          |
| 38   | Vira Ovcharuk          | Ucraina       | 2h46'45 | Miglior prestazione personale stagionale |
| 39   | Karoline Moen Guidon   | Svizzera      | 2h46'56 |                                          |
| 40   | Fanni Gyurkó           | Ungheria      | 2h47'20 |                                          |
| 41   | Nikolina Stepan        | Croazia       | 2h47'55 |                                          |
| 42   | Paula Todoran          | Romania       | 2h47'58 |                                          |
| 43   | Vaida Žūsinaitė        | Lituania      | 2h50'49 |                                          |
| 44   | Elif Dagdelen          | Turchia       | 2h50'59 |                                          |
| 45   | Matea MatoŠevic        | Croazia       | 2h56'29 |                                          |
| 46   | Laura Gotti            | Italia        | 3h34'13 |                                          |
|      | Iryna Somava           | Bielorussia   | dnf     |                                          |
|      | Viktoriya Khapilina    | Ucraina       | dnf     |                                          |
|      | Clara Simal            | Spagna        | dnf     |                                          |
|      | Lily Partridge         | Gran Bretagna | dnf     |                                          |
|      | Cecilia Norrbom        | Svezia        | dnf     |                                          |
|      | Andrea Deelstra        | Paesi Bassi   | dnf     |                                          |
|      | Ilona Marhele          | Lettonia      | dnf     |                                          |
|      | Laura Hottenrott       | Germania      | dnf     |                                          |
|      | Charlotte Purdue       | Gran Bretagna | dnf     |                                          |
|      | Sonia Tsekini-Boudouri | Grecia        | dnf     |                                          |